# Синицкое Поле (Лельчицкий район)
Синицкое Поле (бел. Сініцкае Поле) — деревня в Буйновичском сельсовете Лельчицкого района Гомельской области Беларуси.

## География

### Расположение
В 35 км на восток от Лельчиц, 58 км от железнодорожной станции Ельск (на линии Калинковичи — Овруч), 180 км от Гомеля.

## Транспортная сеть
Транспортные связи по просёлочной, затем автомобильной дороге Глушковичи — Мозырь. Планировка состоит из чуть изогнутой улицы, ориентированной с юго-востока на северо-запад, к которой на севере присоединяется короткая прямолинейная улица. Застройка двусторонняя, деревянная, усадебного типа.

## История
Курганный могильник (3 насыпи), обнаруженный археологами в 1 км на север от деревни, в урочище Рудков Лесок, свидетельствует о деятельности человека в этих местах с давних времён. Согласно письменным источникам известна с XIX века как селение в Буйновичской волости Мозырского уезда Минской губернии. В 1879 году обозначена в числе селений Буйновичского церковного прихода. Согласно переписи 1897 года действовали часовня, хлебозапасный магазин. В 1900 году построено здание и начала работу школа.
С 20 августа 1924 года до 16 июля 1954 года центр Синицкопольского сельсовета. В 1931 году организован колхоз «Красное Поле», работала кузница. Во время Великой Отечественной войны в июле 1943 года оккупанты сожгли деревню и убили 20 жителей, а всего за время войны погибли 30 жителей. Согласно переписи 1959 года центр колхоза «Заря», располагались 9-летняя школа, клуб, библиотека, фельдшерско-акушерский пункт, детский сад, отделение связи, швейная и сапожная мастерские, магазин.

## Население

### Численность
- 2004 год — 130 хозяйств, 392 жителя.

### Динамика
- 1897 год — 32 двора, 198 жителей (согласно переписи).
- 1908 год — 37 дворов, 279 жителей.
- 1917 год — 329 жителей.
- 1921 год — 88 дворов 534 жителя.
- 1940 год — 115 дворов.
- 1959 год — 338 жителей (согласно переписи).
- 2004 год — 130 хозяйств, 392 жителя.

## Известные уроженцы
- Сыдько, Михаил Петрович — Герой Советского Союза, почётный гражданин г. п. Лельчицы. Его именем названы улицы в Лельчицах и Речице.